# فيلي بويد
فيلي بويد (بالإنجليزية: Willie Boyd)‏ هو لاعب كرة قدم بريطاني في مركز حراسة المرمى، ولد في 18 أكتوبر 1958 في بلزهيل ‏ في المملكة المتحدة. لعب مع نادي دونكاستر روفرز.